# Poświętne (Baja Silesia)
Poświętne (alemán: Heiligensee) es una localidad del distrito de Bolesławiec, en el voivodato de Baja Silesia (Polonia). Se encuentra en el suroeste del país, dentro del término municipal de Osiecznica, a unos 12 km al noroeste de la localidad homónima y sede del gobierno municipal, a unos 24 al noroeste de Bolesławiec, la capital del distrito, y a unos 125 al oeste de Breslavia, la capital del voivodato. En 2011, según el censo realizado por la Oficina Central de Estadística polaca, su población era de 94 habitantes. Poświętne perteneció a Alemania hasta 1945.